# 刘戊

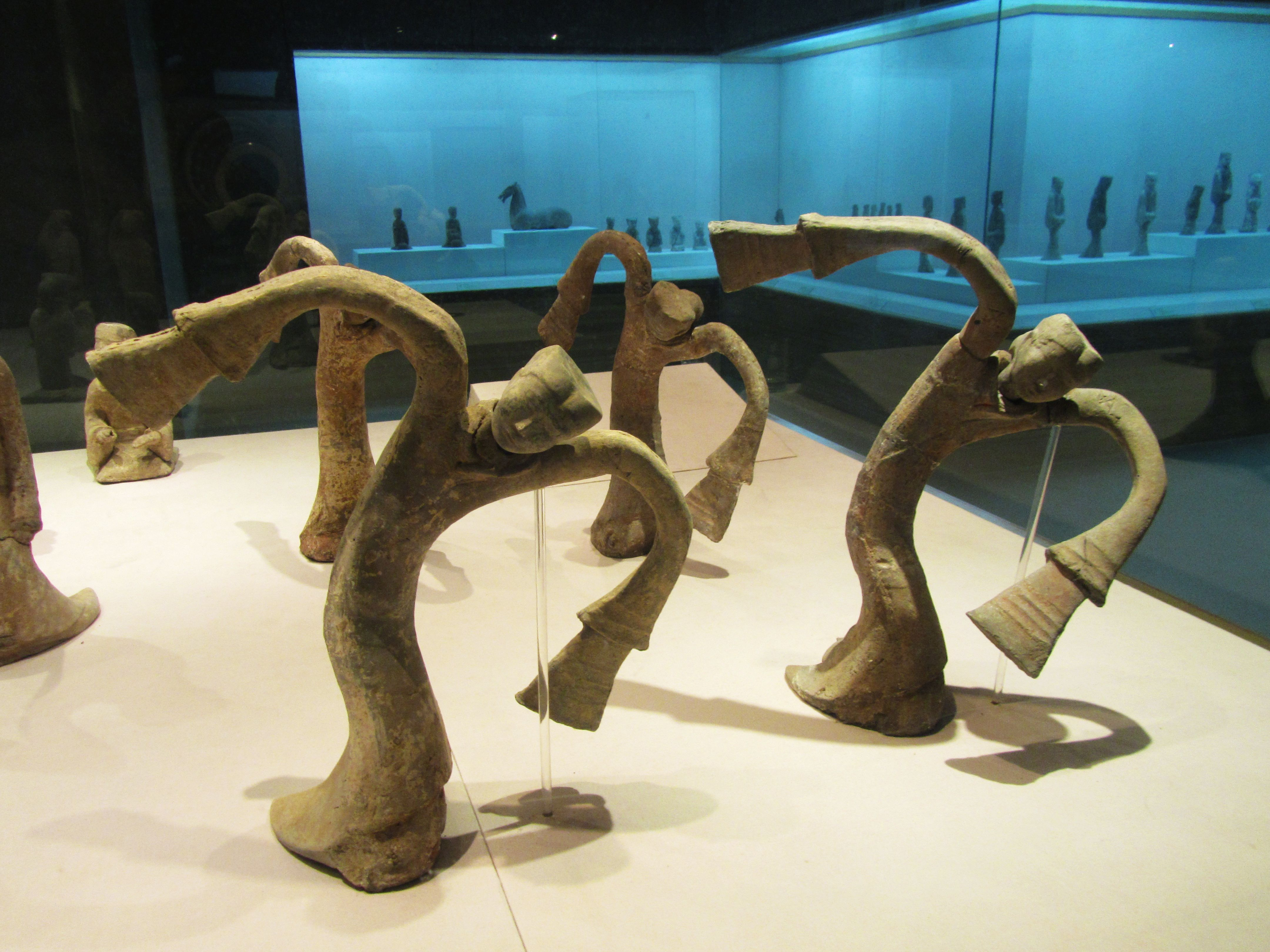
驮篮山楚王墓出土的西汉乐舞俑，该墓被多认为是刘戊及其夫人的墓葬。

刘戊（？—前154年）西汉楚夷王刘郢客之子，为汉封国楚国之楚王。在位时间为前174年－前153年。因参与七国之乱，兵敗自盡。

## 生平
汉景帝二年，薄太后去世。刘戊在服丧期间饮酒作乐，被人告发。汉景帝削減他的領土，刘戊遂决定与吴王刘濞反叛。其相张尚、太傅越夷吾劝谏刘戊，反对造反，於是二人被杀。次年，起兵与吴赵等国西攻梁，与周亚夫战，粮道被绝。刘戊战败，吴王逃走，刘戊自杀。

## 墓葬
目前学者多认为其墓位于今徐州市东部金山桥经济开发区的驮篮山，亦有葬于狮子山的说法。

## 家庭
- 父：刘郢客：西汉楚国第二任君主，曾受父亲楚元王刘交之命，往长安师从浮丘伯。学成为，为汉朝的宗正。

### 子孙
- 子女：不详

- 孙女：解忧公主：汉武帝时期，汉与乌孙和亲，江都公主刘细君悒郁而终，解忧公主继续和亲，在乌孙凡近60年。汉宣帝时上书言老求归，70岁时汉朝迎归，三年后去世。

- 曾孙女：刘相夫，生卒不详，是嫁给乌孙昆弥翁归靡的楚公主刘解忧的侄女。翁归靡与刘解忧生子元贵靡。神爵二年（前60年），翁归靡通过长罗侯光禄大夫常惠上书：“愿以汉外孙元贵靡为嗣，得令复尚汉公主。”汉宣帝以楚公主刘解忧的侄女刘相夫为公主，派常惠送楚少主刘相夫至敦煌。这时，翁归靡死，乌孙贵族立军须靡子泥靡为昆弥。汉宣帝听从萧望之的建议，把刘相夫接了回来。